# Shopping City Timișoara
Shopping City Timișoara este un centru comercial de mari dimensiuni din Timișoara deținut de NEPI Rockcastle, deschis în 26 noiembrie 2015, în urma unei investiții de 84 de milioane de euro.

## Descriere
Este al doilea mall inaugurat în oraș, după Iulius Mall (actual Iulius Town). Shopping City Timișoara are o suprafață închiriabilă de 70.000 m², cuprinzând 110 magazine desfășurate pe două niveluri; 2.700 de locuri de parcare terane și supraterane cu stații de alimentare pentru automobilele electrice/hibrid; spălătorie auto self-service și rasteluri pentru biciclete.
Centrul comercial dispune de un hypermarket Carrefour de 10.000 m² cu o gamă de peste 50.000 de articole și produse; un magazin de bricolaj Dedeman de 16.000 m²; cel mai mare cinematograf Cinema City din afara Bucureștiului, cu 13 săli 3D dintre care o sală IMAX cu cel mai mare ecran din România și o sală 4DX; food-court cu 20 de operatori; 6 agenții bancare; sala de fitness Smartfit 3 cu piscină semi-olimpică; clubul de biliard și bowling Seven&Play Again și cazinoul Jack Slots; locul de joacă pentru copii Fun Planet; patinoar sezonier; sediul și punctul de distribuție FAN Courier Timișoara; numeroase magazine temporare (pop-up), restaurante, terase, cafenele și baruri; numeroase târguri, evenimente interactive și expoziții; diverse kiosk-uri și servicii; etc.
Dintre brandurile și magazinele prezente în Shopping City Timișoara se numără: Adidas, Benvenuti, Betty Ice, Bigotti, Burger King, C&A, CCC, Deichmann, DM, Douglas, Ecco, Editura Litera, ETA2U, Flanco, Fornetti, Gerovital, Germanos, HelpNet, Hervis, H&M, Humanic, Inditex (Zara, Bershka, Pull&Bear, Stradivarius), inmedio, Intersport, IQOS, Jolidon, Kenvelo, KFC, LC Waikiki, Lee Cooper, Levi's, LPP (Reserved, House, Cropp, Sinsay), McDonald's, Media Galaxy, New Yorker, Noriel, Peek & Cloppenburg, Pepco, Pegas, Pizza Hut, Salamander, Sensiblu, Sephora, Spartan, Starbucks, Tezyo, Tucano Coffee, Yves Rocher, ș.a.
În primul an de la deschidere, Shopping City Timișoara a avut un trafic de peste 9 milioane de vizitatori din vestul României, Ungaria și Serbia.

## Acces
Centrul comercial este situat în zona cartierelor Steaua/Dâmbovița în partea sudică a orașului, pe Calea Șagului nr. 100, Drumul european E70, sensul de ieșire spre comuna Șag.

###### Transportul public/taxi
Autobuzele 33, 33 barat, E1 și E8; liniile metropolitane M37, M46 și M51; tramvaiele 2 și 7.